# Cesse
Pour les articles homonymes, voir Cesse (homonymie).
Cesse est une commune française située dans le département de la Meuse, en région Grand Est.

## Géographie

### Localisation
Cesse est située au nord du département de la Meuse, à 3 km au nord-ouest de Stenay, le chef-lieu de canton, et à proximité du département des Ardennes.
Le territoire de la commune est limitrophe de quatre autres communes :
|  | Luzy-Saint-Martin    | Martincourt-sur-Meuse |
|  | Cesse                |                       |
|  | Laneuville-sur-Meuse | Stenay                |

### Hydrographie
La commune est dans le bassin versant de la Meuse au sein du bassin Rhin-Meuse. Elle est drainée par le ruisseau de Cesse,.

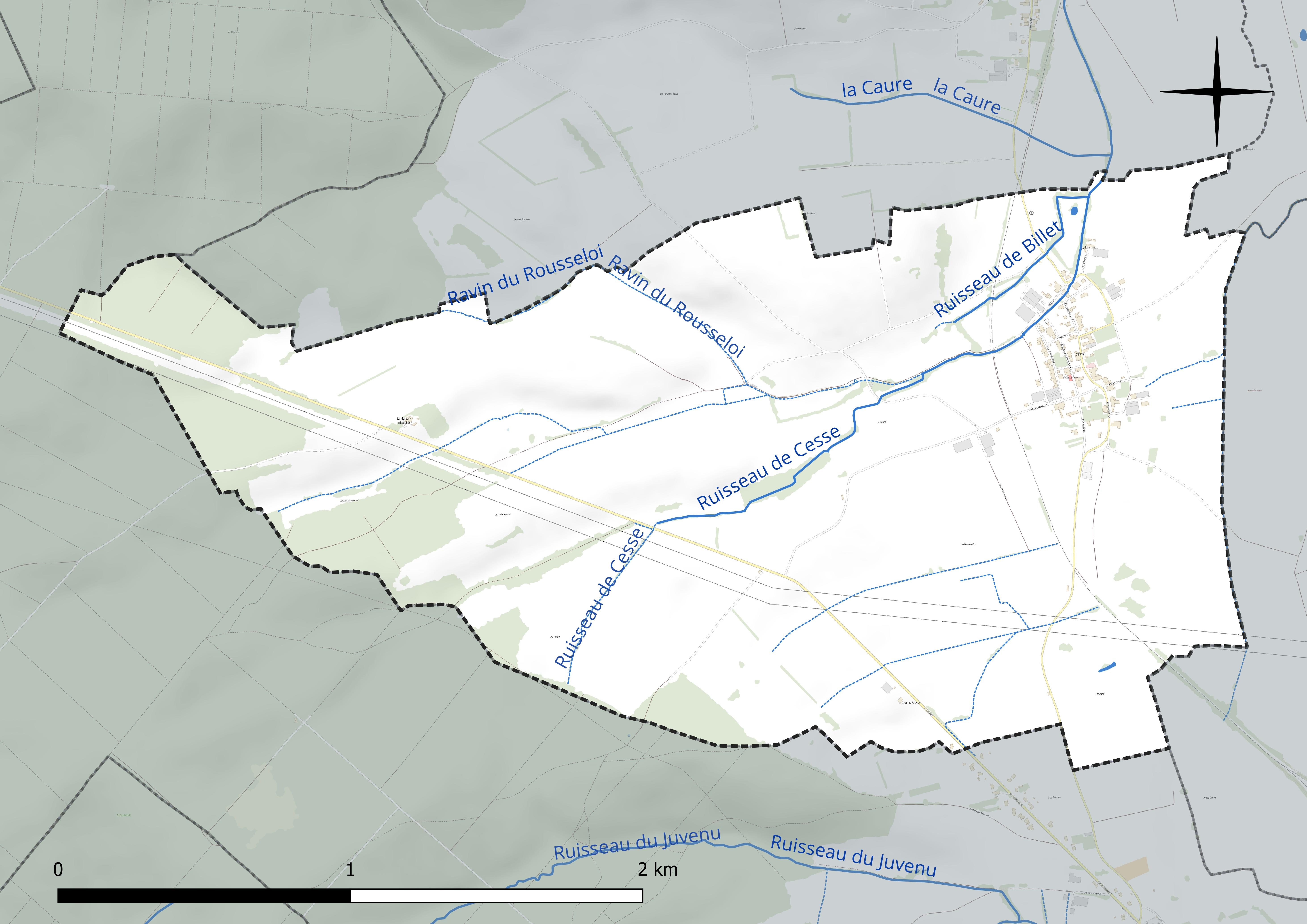
Réseau hydrographique de Cesse.

### Climat
Pour des articles plus généraux, voir Climat du Grand Est et Climat de la Meuse.
En 2010, le climat de la commune est de type climat des marges montargnardes, selon une étude du Centre national de la recherche scientifique s'appuyant sur une série de données couvrant la période 1971-2000. En 2020, Météo-France publie une typologie des climats de la France métropolitaine dans laquelle la commune est exposée à un climat océanique altéré et est dans la région climatique  Lorraine, plateau de Langres, Morvan, caractérisée par un hiver rude (1,5 °C), des vents modérés et des brouillards fréquents en automne et hiver.
Pour la période 1971-2000, la température annuelle moyenne est de 9,8 °C, avec une amplitude thermique annuelle de 15,8 °C. Le cumul annuel moyen de précipitations est de 909 mm, avec 13,6 jours de précipitations en janvier et 9,5 jours en juillet. Pour la période 1991-2020, la température moyenne annuelle observée sur la station météorologique de Météo-France la plus proche, « Mouzay », sur la commune de Mouzay à 7 km à vol d'oiseau, est de 10,6 °C et le cumul annuel moyen de précipitations est de 789,5 mm. 
La température maximale relevée sur cette station est de 40,4 °C, atteinte le 24 juillet 2019 ; la température minimale est de −15,3 °C, atteinte le 20 décembre 2009,,.
Les paramètres climatiques de la commune ont été estimés pour le milieu du siècle (2041-2070) selon différents scénarios d'émission de gaz à effet de serre à partir des nouvelles projections climatiques de référence DRIAS-2020. Ils sont consultables sur un site dédié publié par Météo-France en novembre 2022.

## Urbanisme

### Typologie
Au 1er janvier 2024, Cesse est catégorisée commune rurale à habitat dispersé, selon la nouvelle grille communale de densité à sept niveaux définie par l'Insee en 2022.
Elle est située hors unité urbaine et hors attraction des villes,.

### Occupation des sols
L'occupation des sols de la commune, telle qu'elle ressort de la base de données européenne d’occupation biophysique des sols Corine Land Cover (CLC), est marquée par l'importance des territoires agricoles (84,1 % en 2018), une proportion identique à celle de 1990 (84,1 %). La répartition détaillée en 2018 est la suivante : 
prairies (65,3 %), terres arables (18,8 %), forêts (10,9 %), zones urbanisées (4,9 %). L'évolution de l’occupation des sols de la commune et de ses infrastructures peut être observée sur les différentes représentations cartographiques du territoire : la carte de Cassini (XVIIIe siècle), la carte d'état-major (1820-1866) et les cartes ou photos aériennes de l'IGN pour la période actuelle (1950 à aujourd'hui).

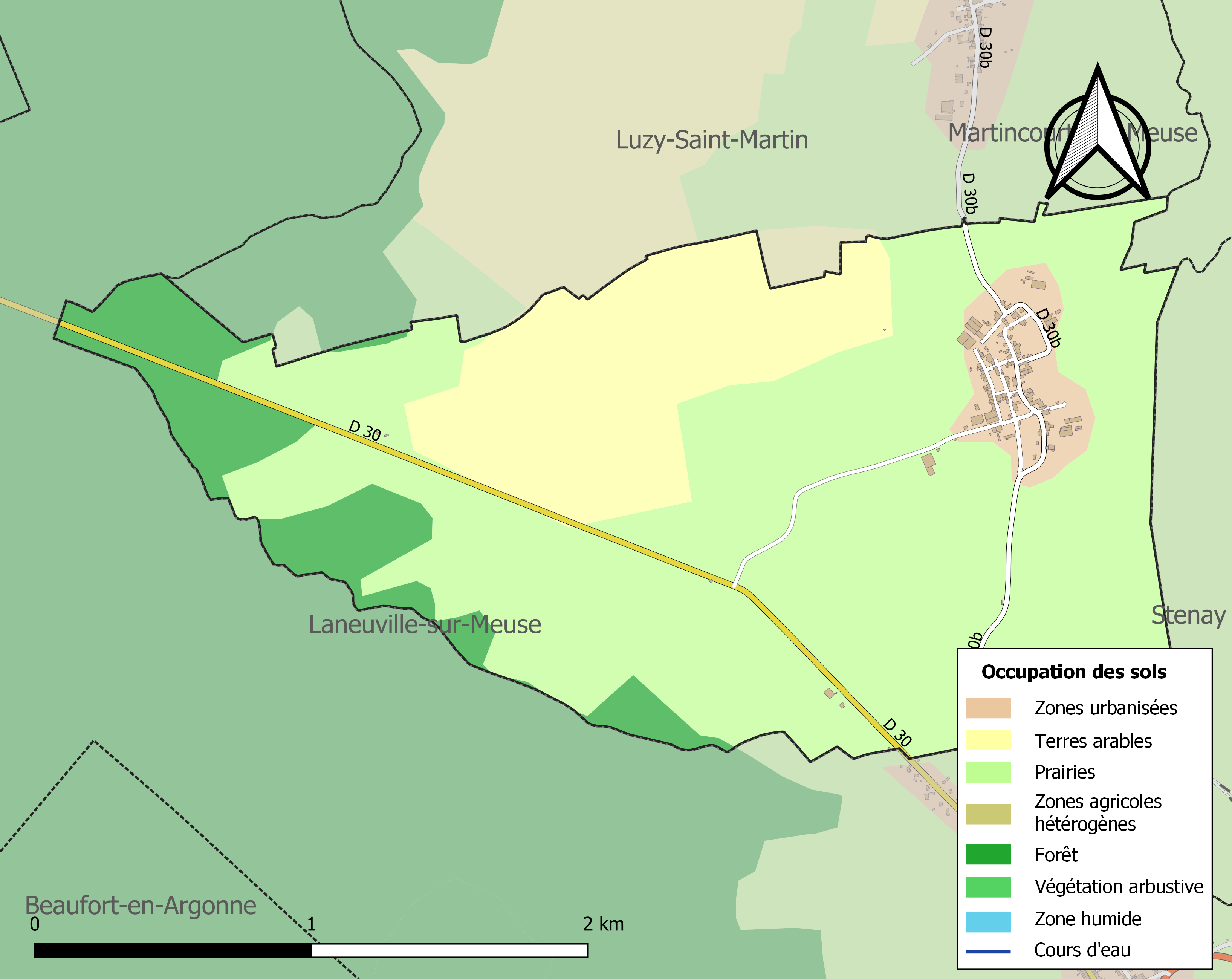
Carte des infrastructures et de l'occupation des sols de la commune en 2018 (CLC).

## Toponymie
La première mention connue du village est Setia en 973. D'autres noms sont à signaler, : 
- Setia en 1023,
- Cessia au XVIe siècle,
- Cetté en 1756,
- Cesse en 1793 et en 1801.

Le toponyme serait issu, d'après François Falc'hun, du gaulois ceton, cetia « bois forêt », avec le sens : « endroit où pousse le merisier » (cesse en ancien français), les forêts de Jaulnay et du Dieulet sont très proches.

## Histoire
La commune fut distraite du département des Ardennes au profit du département de la Meuse, par la loi du 11 avril 1821. Le contradicteur, à la chambre des députés, de cette mutation fut Louis Lefèvre-Gineau ; il demanda des contreparties pour le département des Ardennes.

## Politique et administration
| Période                                  | Période  | Identité                                    | Étiquette | Qualité |
| ---------------------------------------- | -------- | ------------------------------------------- | --------- | ------- |
| Les données manquantes sont à compléter. |          |                                             |           |         |
| avant 1981                               | ?        | Madeleine Lecrique                          |           |         |
| mars 2001                                | En cours | Daniel Dumay Réélu pour le mandat 2020-2026 |           |         |

## Population et société

### Démographie

#### Évolution démographique
L'évolution du nombre d'habitants est connue à travers les recensements de la population effectués dans la commune depuis 1793. Pour les communes de moins de 10 000 habitants, une enquête de recensement portant sur toute la population est réalisée tous les cinq ans, les populations de référence des années intermédiaires étant quant à elles estimées par interpolation ou extrapolation. Pour la commune, le premier recensement exhaustif entrant dans le cadre du nouveau dispositif a été réalisé en 2007.

En 2022, la commune comptait 113 habitants, en évolution de −5,04 % par rapport à 2016 (Meuse : −4,4 %, France hors Mayotte : +2,11 %).
| 1793 | 1800 | 1806 | 1821 | 1831 | 1836 | 1841 | 1846 | 1851 |
| ---- | ---- | ---- | ---- | ---- | ---- | ---- | ---- | ---- |
| 390  | 399  | 427  | 420  | 437  | 455  | 459  | 439  | 452  |

| 1856 | 1861 | 1866 | 1872 | 1876 | 1881 | 1886 | 1891 | 1896 |
| ---- | ---- | ---- | ---- | ---- | ---- | ---- | ---- | ---- |
| 392  | 387  | 346  | 348  | 338  | 348  | 326  | 330  | 290  |

| 1901 | 1906 | 1911 | 1921 | 1926 | 1931 | 1936 | 1946 | 1954 |
| ---- | ---- | ---- | ---- | ---- | ---- | ---- | ---- | ---- |
| 280  | 241  | 252  | 184  | 201  | 191  | 193  | 198  | 184  |

| 1962 | 1968 | 1975 | 1982 | 1990 | 1999 | 2006 | 2007 | 2012 |
| ---- | ---- | ---- | ---- | ---- | ---- | ---- | ---- | ---- |
| 192  | 210  | 172  | 142  | 155  | 128  | 130  | 130  | 123  |

| 2017 | 2022 | - | - | - | - | - | - | - |
| ---- | ---- | - | - | - | - | - | - | - |
| 114  | 113  | - | - | - | - | - | - | - |

#### Pyramide des âges
La population de la commune est relativement jeune.
En 2018, le taux de personnes d'un âge inférieur à 30 ans s'élève à 30,7 %, soit en dessous de la moyenne départementale (32,4 %). À l'inverse, le taux de personnes d'âge supérieur à 60 ans est de 25,4 % la même année, alors qu'il est de 29,6 % au niveau départemental.
En 2018, la commune comptait 55 hommes pour 55 femmes, soit un taux de 50 % de femmes, légèrement inférieur au taux départemental (50,49 %).
Les pyramides des âges de la commune et du département s'établissent comme suit.
| Hommes | Classe d’âge | Femmes |
| ------ | ------------ | ------ |
| 0,0    | 90 ou +      | 0,0    |
| 0,0    | 75-89 ans    | 12,3   |
| 21,1   | 60-74 ans    | 17,5   |
| 21,1   | 45-59 ans    | 22,8   |
| 21,1   | 30-44 ans    | 22,8   |
| 15,8   | 15-29 ans    | 12,3   |
| 21,1   | 0-14 ans     | 12,3   |

| Hommes | Classe d’âge | Femmes |
| ------ | ------------ | ------ |
| 0,8    | 90 ou +      | 2,2    |
| 7,6    | 75-89 ans    | 11     |
| 20,2   | 60-74 ans    | 20,5   |
| 20,6   | 45-59 ans    | 20     |
| 17,4   | 30-44 ans    | 16,8   |
| 16,7   | 15-29 ans    | 13,6   |
| 16,8   | 0-14 ans     | 15,8   |

## Culture locale et patrimoine

### Lieux et monuments
- Église de l'Assomption de Cesse, de style néo-roman, construite en 1892-1893[25].

### Personnalités liées à la commune
- Nicolas Vincent Durlet (1793-1886), décédé le 16 avril 1886 à Cesse, dont une plaque funéraire installée à droite du portail de l'église de Cesse. Sergent-major 30e régiment de ligne du 28 mai 1813 à septembre 1815. Réformé à Bar-le-Duc au cours de la séance du 2 ou 3 novembre 1815. Dossier : 263080 Médaillé de Sainte Hélène.

### Héraldique, logotype et devise
| Blason de Cesse | Blason  | Coupé: au 1er de gueules au bourdon prieural d'or mouvant de la partition, au bouton orné d'une chapelle du même, sommé d'une marguerite d'argent boutonnée d'or, accosté à dextre d'une étoile à huit rais d'or percée au centre d'un octogone et à senestre d'une étoile formée de cinq pains de sucre du même et percée d'un pentagone, au 2e d'azur, chargé d'une double burelle potencée et contre potencée d'argent, haussée jusqu'à la partition et surmontant deux feuilles de chêne d'or, celle de dextre posée en bande, celle de senestre en barre. Ornements extérieursSoutien de l’écu : Deux brins de luzerne, tigés et feuillés de sinople et fleuris de gueules, passés en sautoir. Croix de Guerre 1914 - 1918 |
| Blason de Cesse | Détails | - Les feuilles de chêne d'or couchées (tombées de l'arbre) constituent une arme parlante, par homonymie au second degré, pour le toponyme Cesse, si l'on souligne que les feuilles tombent quand Cesse la circulation de la sève de l'arbre. - Selon certains auteurs, Cesse (Setia en 1023 Cessia au XVIe siècle serait dérivé du nom d'homme latin Sittius. Pour d'autres Cesse serait lié au gaulois Ceton, Cetia : bois forêt. - Les gueules (rouge) du champ et l'or des meubles font référence au Comté de Chiny auquel le village était rattaché, du Xe siècle, jusqu'à la fin du XIVe (le comté de Chiny avait pour armes : de gueules semé de croisettes d'or à deux bars de même brochant sur le tout).Cesse dépendit ensuite de la Champagne illustrée par la double burelle d'argent (les armes de champagne se décrivent : d'azur à la bande d'argent, accompagnée de deux cotices potencées et contre-potencées d'or). - Le bourdon prieural orné d'une marguerite représente le prieuré des bénédictins (abbaye de Mouzon), fondé à Cesse en 1260, dont les bâtiments ont disparu vers 1840. La seigneurie de Cesse était, sous l'ancien régime, partagée entre le prieur et des familles nobles, les du Houx notamment. La marguerite souligne que le prieuré était voué à Sainte Marguerite, martyre à Antioche (284- 305). Du mobilier du prieuré a été réinstallé dans l'église paroissiale vouée à l'Assomption. - L'étoile à 8 rais se réfère à l'étoile du brasseur à 6 rais symbolisant les 3 éléments ( l'air, l'eau et le feu) et les 3 opérations (germination, saccharification, fermentation). Ici, deux rais sont ajoutés pour les produits de base : l'orge et le houblon. C'est en fait, l'étoile de la bière ; elle rappelle qu'une malterie et une brasserie ont fonctionné dans la localité aux XVIIIe et XIXe siècles. - Les cinq pains de sucre qui constituent géométriquement une étoile de sucrier, illustrent la création d'une sucrerie de betterave sous le 1er empire (c'était le début de l'utilisation des betteraves pour parer au blocus continental qui empêchait l'approvisionnement en sucre de canne depuis l'outre-mer) malheureusement la production n'a pas redémarré après l'incendie des bâtiments vers 1837. - les feuilles sont celles des chênes et des autres arbres des forêts environnantes. Les brins de luzerne évoquent les près, l'élevage. Les fleurs de Luzerne évoquent également les plantes médicinales et ainsi la pommade de cesse réputée, mise au point par l'abbé Pierson au XIXe siècle dont le secret est actuellement ignoré. Création Robert Louis et Dominique Lacorde, membres du Comité Lorrain d’Héraldique avec l'avis de Monsieur Daniel Mayot, adoptée par la commune le 12 avril 2021. |